# Celestino Prieto
Pour les articles homonymes, voir Prieto.
Prieto  Rodríguez est un nom espagnol. Le premier nom de famille, en général paternel, est Prieto ; le second, en général maternel, souvent omis, est Rodríguez.
Celestino Prieto Rodríguez  (né le 21 janvier 1960 ou 29 janvier 1961 à Barcelone) est un coureur cycliste espagnol. Professionnel de 1981 à 1990, il a notamment remporté une étape du Tour d'Espagne. Il a participé quatre fois au championnat du monde sur route avec l'équipe d'Espagne, de 1984 à 1987.

## Palmarès
- 1981
  - 4e étape du Tour d'Espagne
  - 2e étape de la Costa del Azahar

- 1982
  - 4e étape du Tour des Trois Provinces
  - 6e étape de la Semaine catalane

- 1983
  - 1re étape du Tour de Burgos

- 1984
  - 2e du championnat d'Espagne sur route
  - 3e du Tour de Burgos
  - 3e de la Classique de Saint-Sébastien

- 1985
  - GP Navarra
  - 3e du Tour de Burgos

- 1987
  - 2e du Trophée Luis Puig

- 1990
  - 3eb étape du Tour de Murcie (contre-la-montre par équipes)

## Résultats sur les grands tours

### Tour de France
6 participations
- 1983 : 46e
- 1984 : 34e
- 1985 : 17e
- 1986 : non-partant (15e étape)
- 1987 : 100e
- 1988 : 117e

### Tour d'Espagne
9 participations
- 1981 : 26e, vainqueur de la 4e étape
- 1982 : 12e
- 1983 : 40e
- 1984 : 28e
- 1985 : 12e
- 1986 : abandon
- 1987 : 41e
- 1988 : abandon (12e étape)
- 1989 : abandon (6e étape)

### Tour d'Italie
1 participation
- 1982 : hors délais (13e étape)